# Super R530
Il Matra Super R.530 è un missile aria-aria a medio raggio, guida radar,quando entrò in servizio negli anni 80  aveva caratteristiche elevate e di grande livello tecnologico,  sviluppato a partire dal Matra R530.
Il nuovo ordigno era la necessaria evoluzione del precedente missile Matra R530, arma che raramente veniva giudicata come sufficientemente prestante. L'ingombro e la limitazione di peso che essa dava agli aerei che la trasportavano, anche perché non erano disponibili alloggiamenti a bassa resistenza aerodinamica, erano difatti estremamente penalizzanti. Il nuovo missile incrementò le prestazioni in tutti i campi bellicamente importanti: il raggio d'azione, la manovrabilità, la resistenza alle contromisure e la velocità.
Ideato nel 1971 il nuovo ordigno impiegò molto tempo a maturare, cosicché l'entrata in linea di produzione giunse solo nel 1980.
In termini tecnici, esso ha 4 ali cruciformi che si allungano per circa la metà della fusoliera. In fondo ad essa vi sono 4 alette di controllo. La struttura è interamente in acciaio con struttura a nido d'ape, eccetto la testa in ceramica. Questa costruzione, che nell'insieme ricorda molto quella di un piccolo Phoenix, è molto compatta e robusta, consentendo al missile di raggiungere velocità di oltre 4,5 Mach. Questo grazie al motore Angèle, che consente 8 secondi di combustione. La potenza è tale che negli ultimi 4 il missile ha già raggiunto la massima velocità ed è frenato solo dall'attrito aerodinamico, uguale a quel punto alla spinta. In genere i motori delle armi a medio raggio bruciano in 3-4 secondi, e la massima velocità si raggiunge a termine combustione. Questo fatto dà un bonus di energia al missile, che può attaccare con maggiore facilità ogni bersaglio a distanze dell'ordine dei 35 km. La capacità di manovra fino a 18.000 metri è assicurata in 20 g., 6 g fino a 25.000 metri. Il missile è guidato da un sensore radar semiattivo EMD Super AD26 e da un autopilota. Non vi sono, forse a causa dell'eccessivo calore, versioni IR dell'arma. Anche la testata ha una potenza maggiore che nei tipi precedenti; il missile di per sé, pur pesando un terzo in più dell'R.530, è più aerodinamico e meno penalizzante per l'aereo trasportatore, cosicché può aumentare le proprie prestazioni grazie ad una maggiore velocità massima al lancio.
Il sensore consente poi, abbinato ai radar dei Mirage F1 e 2000, di acquisire bersagli fino ad un dislivello massimo di 7.000 metri.
Il Super R530F, la prima versione operativa, entrò in servizio nel 1980, per poi venire esportato in diversi paesi. Gli iracheni lo usarono in guerra contro l'Iran, ottenendo la distruzione di vari aerei nemici tra cui, nel 1988, anche un paio di temuti F-14 Tomcat.
Nel frattempo, per adeguare le tecnologie dell'arma a quanto era divenuto disponibile durante il lungo lavoro di sviluppo, venne ideato il Super R530D. Grazie ad una maggiore gittata e ad un'elettronica più compatta e moderna, esso era in grado di interagire meglio con radar di alte prestazioni come l'RDI degli ultimi Mirage 2000. Il nuovo modello portava anche il dislivello di intercettazione massima a 9.000 metri. Il nuovo Super 530D è entrato in linea sul finire degli anni ottanta ed ha avuto varie migliorie, restando ad oggi il principale missile a medio raggio dell'aviazione francese. Il suo unico difetto è rimasto la necessità di dipendere per la guida dall'aereo lanciatore. A questo, come anche alla necessità di avere missili più piccoli per trasportarne di più (un Mirage ne porta in genere uno sotto la fusoliera e/o 2 sotto le ali, con rispettivamente un massimo di 2 o 1 serbatoi ausiliari).
Un rimedio è stato posto con la creazione del successivo MICA, attualmente il prodotto di punta dell'industria missilistica francese, il quale consente di avere 4 armi sotto la fusoliera senza nessuna limitazione ai serbatoi esterni.